# Bernard Dumont
Bernard Dumont fue un político en Quebec, Canadá. Fue miembro de la Canadian House of Commons  y miembro de la Asamblea Nacional de Quebec.
Dumont nació cerca de Levis, Quebec el 15 de enero de 1927. Fue alcalde de Saint-Vallier, Quebec de 1959 a 1962.

## Miembro del Parlamento
Compitió como candidato para el Crédito Social en el distrito de Bellechasse en la elección federal de 1962. Fue derrotado por el candidato liberal Herman Laverdière en las elecciones de 1963, perdió como candidato independiente en 1964 en las elecciones del distrito de Dorchester y en las elecciones de 1965 como candidato créditiste Ralliement en el distrito de Bellechasse.
Dumont fue reelegido en el distrito de Frontenac en las elecciones de 1968. Él renunció el 6 de abril de 1970 para cambiar a la política provincial.
Al igual que muchos otros miembros de su partido, Dumont se oponía al aborto. Durante un debate en 1969 sobre la liberalización de las leyes de aborto en Canadá, fue citado diciendo: "Como cristianos, no podemos aceptar la teoría de que la vida sólo comienza en el nacimiento".

## Política provincial
Audet compitió como candidato del créditiste Ralliement provincial en las elecciones de 1970 y ganó, convirtiéndose en miembro de la Asamblea Nacional para el distrito de Mégantic.
Durante su mandato, el partido estuvo plagado de divisiones internas. Mientras que tres ENM, incluyendo Dumont, permanecieron leales al líder Camil Samson, el resto de los miembros retiró su apoyo y nombró a Armand Bois como líder provisional, hasta que una convención de la dirección eligiera a un nuevo líder.
Con el tiempo, la facción Samson re-unió a la fiesta y Yvon Dupuis fue elegido como líder. Sin embargo, Dumont fue derrotado en el distrito de Frontenac en las elecciones de 1973.

## Último intento en la política federal
Dumont se presentó como candidato independiente en el distrito de Rivière-du-Loup-Témiscouata en las elecciones de 1974 y terminó en un distante cuarto lugar.

## Muerte
Murió el 25 de septiembre de 1974.